# Pornografski film
Pornografski ili porno filmovi su filmski oblik pornografije. Prikazuju eksplicitne scene seksa između muškarca i žene, ali i između istih spolova. U pojedinim ekstremnim slučajevima u ovim filmovima prikazuje se i spolni odnos sa životinjama. Ovakvi filmovi nose univerzalnu međunarodnu oznaku XXX koja upozorava potencijalne gledatelje na njihov eksplicitni sadržaj.

## Povijest
Ovaj oblik filmskog izražavanja star je koliko i sam film. Prema djelu Patrika Robertsona „Filmske činjenice“, najraniji pornografski film za koji se sa sigurnošću može reći kada je snimljen je francuski A l'Ecu d'Or ou la bonne auberge iz 1908. Radnja filma opisuje umornog vojnika koji dolazi na sastanak sa svojom djevojkom, koja radi kao konobarica u jednoj gostioni. A l'Ecu d'Or je zapravo naziv jednog poznatog restorana u Francuskoj, a naslov filma kao da gledaocu postavlja pitanje: gdje biste radije otišli u A l'Ecu d'Or ili u jednu dobru gostionicu u koju se zaputio naš glavni junak? Argentinski film El Satario nema točno definiranu godinu u kojoj je snimljen, pa se pretpostavlja da je snimljen između 1907. i 1912. Robertson izjavljuje da su najstariji sačuvani pornografski filmovi u Sjedinjenim Američkim Državama sadržani u tzv. Kingslijevoj kolekciji. Jedan film svjedoči o tome koliko davno su uspostavljeni pornografski obrasci. Njemački film Am Abend (1910.) je, kako Robertson navodi, desetominutni film koji počinje prikazom žene koja masturbira sama u spavaćoj sobi, i nastavlja se scenom u kojoj ona s još jednim muškarcem izvodi felacijo, vaginalni i analni seks.
Prvi pornografski film na području bivše Jugoslavije je Oaza, snimljen od strane Zvonimira Maycuga 1985. godine.

## Radnja
Dijalozi su uglavnom svedeni na minimum i u funkciji su seksualnog odnosa. Predigra započinje obostranim iskazivanjem želje za kojom slijede felacija i kunilingus (ponekad i istovremeno u pozi poznatoj pod nazivom 69). Poslije predigre slijedi seksualni odnos čiji sudionici, zbog potrebe atraktivnosti filma, za razliku od intimnog seksualnog odnosa, često mijenjaju poze vodeći ljubav na najrazličitijim mogućim mjestima. Seksualni odnos gotovo uvijek završava muškom ejakulacijom po tijelu žene. Od intenziteta muške ejakulacije u velikoj mjeri zavisi i vjerodostojnost filma zato što se radi o jednom od rijetkih fizičkih manifestacija seksualnog vrhunca koji se ne mogu odglumiti, ne samo na filmu nego i u stvarnom životu. Nasuprot muškom orgazmu, orgazam glumice mnogo je teže zabilježiti na filmskoj traci zbog čega ona svoj seksualni vrhunac dočarava intenzivnim pokretima tijela i snažnim uzdasima.

## Svrha
Pornografski filmovi su koncipirani tako da imaju za cilj da oslobode maštu, nikako da izazovu frustraciju kod gledatelja. Sve što se događa u filmu mora izgledati jednostavno i prirodno uzimajući u obzir maštu onog koji takve filmove gleda. Međutim, s obzirom na sve veću potisnutu seksualnost u društvu, pornografski filmovi dobivaju potpuno novi značaj. Oni postaju zamjena za tjelesni kontakt i spolni odnos sa suprotnim spolom. Sve veći broj ljudi daje prednost uzbuđenju koje im pružaju ovi filmovi u odnosu na uzbuđenje koje mogu osjetiti prilikom stvarnog seksualnog odnosa. Stoga, ovi filmovi, umjesto da doprinesu seksualnom obrazovanju i oslobađanju pojedinca sve više imaju sasvim suprotno djelovanje.
Moderna psihologija smatra da je gledanje ovakvih filmova u periodu puberteta, kada se javlja zanmanje za suprotni spol i formiraju seksualni afiniteti, psihološki zdravo pod određenim pretpostavkama. Međutim, sve je više ovakvih filmova koji promoviraju izopačene seksualne sklonosti koje se ne mogu uvrstiti čak ni u perverzije (po Freudovoj definiciji) kao što su pedofilija, nekrofilija, sodomija, koprofilija i dr. zbog čega je njihova pedagoška funkcija znatno umanjena.
To može dovesti do razvijanja sklonosti, naročito među mlađom publikom, za pretjerano mačističku viziju seksualnosti. To je u novije vrijeme dovelo do pojave takvih autora poput Leticija ili Larsa fon Trira, koji promoviraju H filmove u kojima glumice stavljaju u obrnutu ulogu.

## Pornografski film u industriji
Prema riječima Chucka Trainorsa, producenta pornografskih filmova i muža porno zvijezde Linde Lavlace do početka sedamdesetih godina u Kaliforniji kao najliberalnijoj državi SAD-a, porno filmovi su snimani filmskom kamerom na filmu kao mediju. Filmovi su se bukvalno prodavali iz prtljažnika automobila i relativno mali broj ljudi je u tome učestvovao. A onda je Chuck za četiri dana i 1200 dolara producirao film "Duboko grlo", prvi porno film koji se prikazivao u dvoranama kina. Za nepunih mjesec dana zaradio je milijun dolara te se za nekoliko mjeseci na "terenu"  pojavila i mafija koja je legalno isplatila sve sitne prozvođače porno filmova i od tada porno industrija postaje veliki biznis koji se s pojavom Interneta i drugih "nosilaca informacija" prenio i na druge medije. Kada su glumicu Lindu Lavlace pitali kako je tehnički odglumila ne baš laku ulogu, njen odgovor je bio da je išla na tečajeve gutanja mačeva.
Centar porno industrije, zbog jeftinih troškova snimanja i velike ponude glumica se iz SAD-a preselio u Budimpeštu.

## Pornografski videozapis u kućnoj djelatnosti
Napretkom tehnologije i padom cijena potrebne opreme za snimanje filma sve je češći slučaj snimanja filmova "u kućnoj radionici". Prvi takav film je snimila Tonya Harding, olimpijska pobjednica i profesionalna klizačica. Tonya Harding je svoj film prodavala za 25 dolara u enormnom, nepoznatom broju primjeraka. Njenim primjerom su pošli i drugi, Pamela Anderson je snimila film prve bračne noći, a zatim je i nasljednica lanca hotela "Hilton" Paris Hilton također snimila takav film koji je u javnosti pušten pod nazivom "Jedna noć u Parizu" (eng. "One Night in Paris"). Prije ili poslije takav film "slučajno" izađe na tržište i "zvijezda" takvog filma postaje izuzetno popularna i o njome pišu mediji. Film hrvatske pjevačice Severine Vučković je bio predmet velikog interesa medija.

## Pornografski film kao "odskočna daska"
Neki poznati glumci su počeli svoj posao u pornografskim filmovima (kao što je glumac Silvester Stalone). Na isti način, u svijet filma probile su se i poznate porno glumice, kao što je primjer Tracy Lords koja je pored Johnnyja Deppa imala glavnu ulogu u filmu Cry Baby.

## Umjetnički filmovi na granici pornografije
Postoje veoma kvalitetni filmovi na samoj granici pornografije. U njima često igraju poznati glumci/glumice. Jedan od prvih takvih filmova je japanski film "Carstvo čula" čija umjetnička vrijednost značajna no sadrži dugačke videoisječke pornografije. Ovaj trend nastavljen je i u francuskoj kinematografiji s filmovima "Romansa X" i "Kresni me" u kojima se pojavljuju pravi porno glumci i glumice. Poznati književnik i književni teoretičar Umberto Eco u svome radu Šest šetnji pripovjednim šumama iznio je kriterij po kojemu se razlikuju pornografski film i obični film s eksplicitnim seksualnim scenama. Razlika je u tome što u se u nepornografskom filmu ne pridaje važnost tzv. praznom hodu; vrijeme je "sažeto" i snima se samo ono što je važno u tom trenutku. U pornografskome filmu, naprotiv, prikazan je uvid u sve radnje koje prethode seksualnom činu - vrijeme protječe realno, jednako kao u stvarnom životu.